# Austrocarabodes pinnatus
Austrocarabodes pinnatus är en kvalsterart som beskrevs av Sandór Mahunka 1986. Austrocarabodes pinnatus ingår i släktet Austrocarabodes och familjen Carabodidae. Inga underarter finns listade.